# Сафразьян, Леон Богданович
Леон Богданович Сафразьян (1893 — 1954) — советский государственный деятель, организатор промышленности. Генерал-лейтенант инженерно-технических войск.

## Биография
Родился 14 августа 1893 года в Баку в семье служащих.
После окончания гимназии в 1914 — статистик уездного правления. 
В 1915 году призван в армию, служил на территории Персии. В 1916 году в звании прапорщика был назначен начальником участка на строительстве железной дороги. 
После Октябрьской революции вступил в Красную Армию. Служил в Астрахани, затем участвовал в подавлении эсеровского мятежа в Арагире (Ставропольская губерния). В конце 1918 года направлен на учёбу в Академию Генерального штаба, вступил в РКП(б).
После окончания академии командирован на Дальний Восток, участвовал в боях при Спасске и при станции Волочаевка, в освобождении Владивостока.
В 1924 году назначен начальником административно-хозяйственного отдела (АХО) Мытищинского вагоностроительного завода, в 1925 году перешёл в Мособлисполком на должность начальника орготдела.
Начальник строительства Челябинского тракторного завода (1929–1934), Ярославского автозавода (1934–1935), Горьковского автозавода (1935–1937).
Начальник Главного управления капстроительства Народного комиссариата машиностроения (1937–1938), начальник Главвоенстроя при СНК СССР (1938–1941). Заместитель народного комиссара внутренних дел СССР по  строительству оборонных сооружений (22.03.41 – 05.02.46). Начальник Главного управления аэродромного строительства НКВД СССР (31.07.41 – 05.02.46). Заместитель наркома (министра) по строительству топливных предприятий (с 05.02.46). Заместитель министра нефтяной промышленности СССР (с 28.12.48).
В июле 1945 года присвоено звание генерал-лейтенанта инженерно-технических войск. 

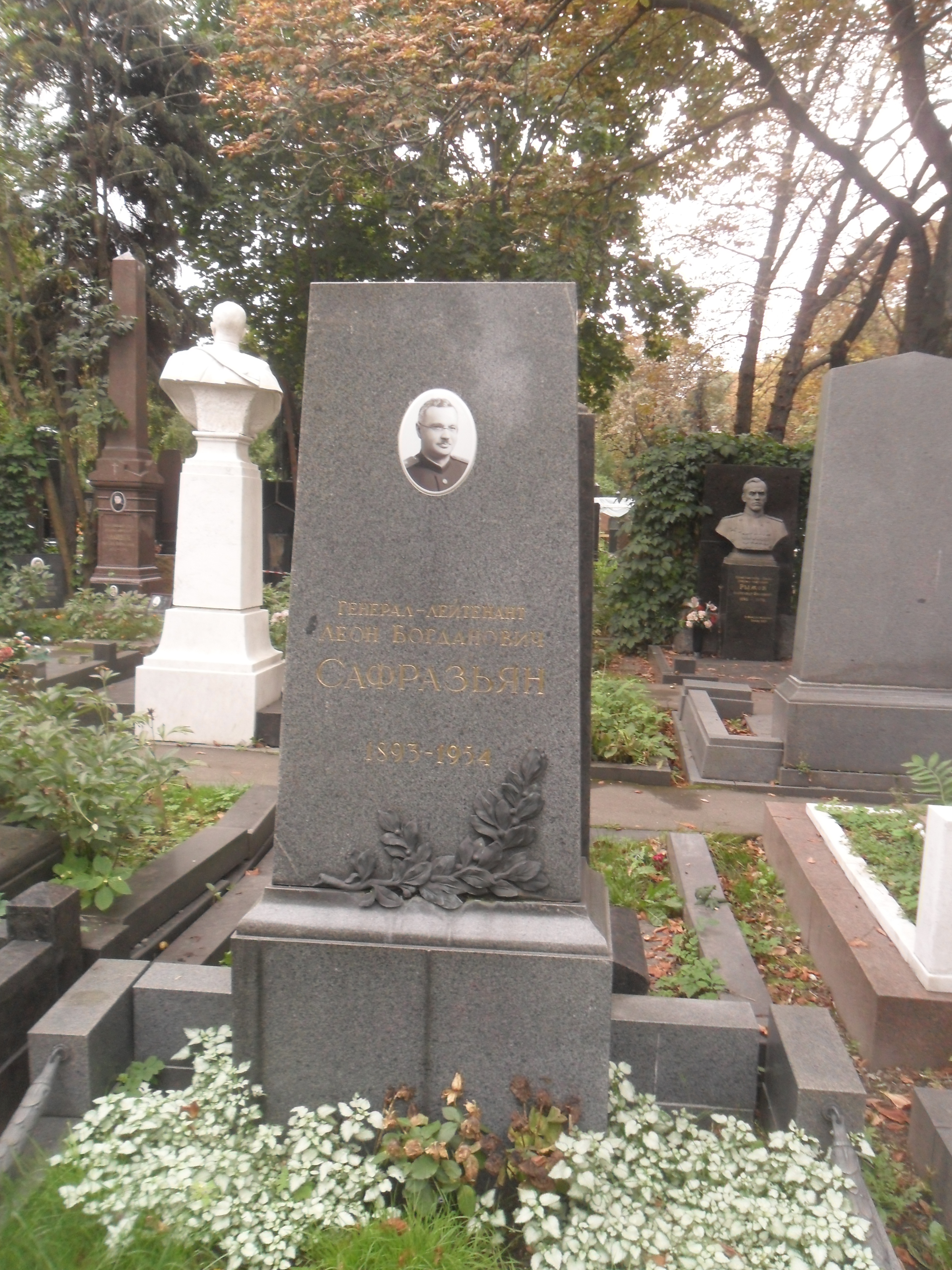
Могила Сафразьяна на Новодевичьем кладбище Москвы.

Погиб от взрыва углеводородного газа в результате неосторожного  обращения с огнем на Новокуйбышевском нефтеперерабатывающем заводе 13 августа 1954 года.
Похоронен в Москве на Новодевичьем кладбище.